# Arquebio

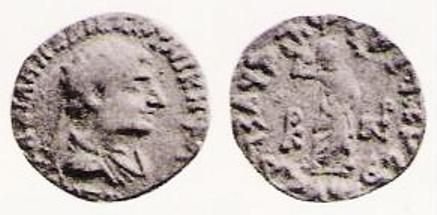
Moneda de Arquebio.
Anv: Cabeza del rey Arquebio.
Rev: Zeus, con leyenda Karosthi: MAHARAJASA DHRAMIKASA JAYADHARASA ARKHEBIYASA "Arquebio, el rey victorioso del Dharma.

Archebius Dikaios Nikephoros (Griego: Ἀρχέβιος ὁ Δίκαιος, ὁ Νικηφόρος; los epítetos significan respectivamente, el Justo, el Victorioso) fue un rey indogriego que gobernó en el área de Taxila. Osmund Bopearachchi le data en c. 90–80 a. C., y R. C. Sénior, sobre el mismo periodo. Fue probablemente uno de los últimos reyes indogriegos, antes de que el rey sace Maues conquistase Taxila, y contemporáneo de Hermeo en el oeste. Puede haber sido pariente de Heliocles II, quien utilizó un reverso similar y también el título de Dikaios.

## Monedas
Arquebio emitió monedas de plata con su retrato ataviado con diadema o yelmo, a veces en posición de arrojar una lanza. En el reverso, Zeus, de pie, sosteniendo un rayo, o en otros casos, con una égida. También acuñó una pequeña serie de tetradracmas áticos, encontrados en Bactriana, y bronces con un búho/ Niké.
Se conocen dos monedas suyas, reacuñadas de Peucolao